# Pterotaea salvatierrai
Pterotaea salvatierrai là một loài bướm đêm trong họ Geometridae.